# Шафранкова, Либуше

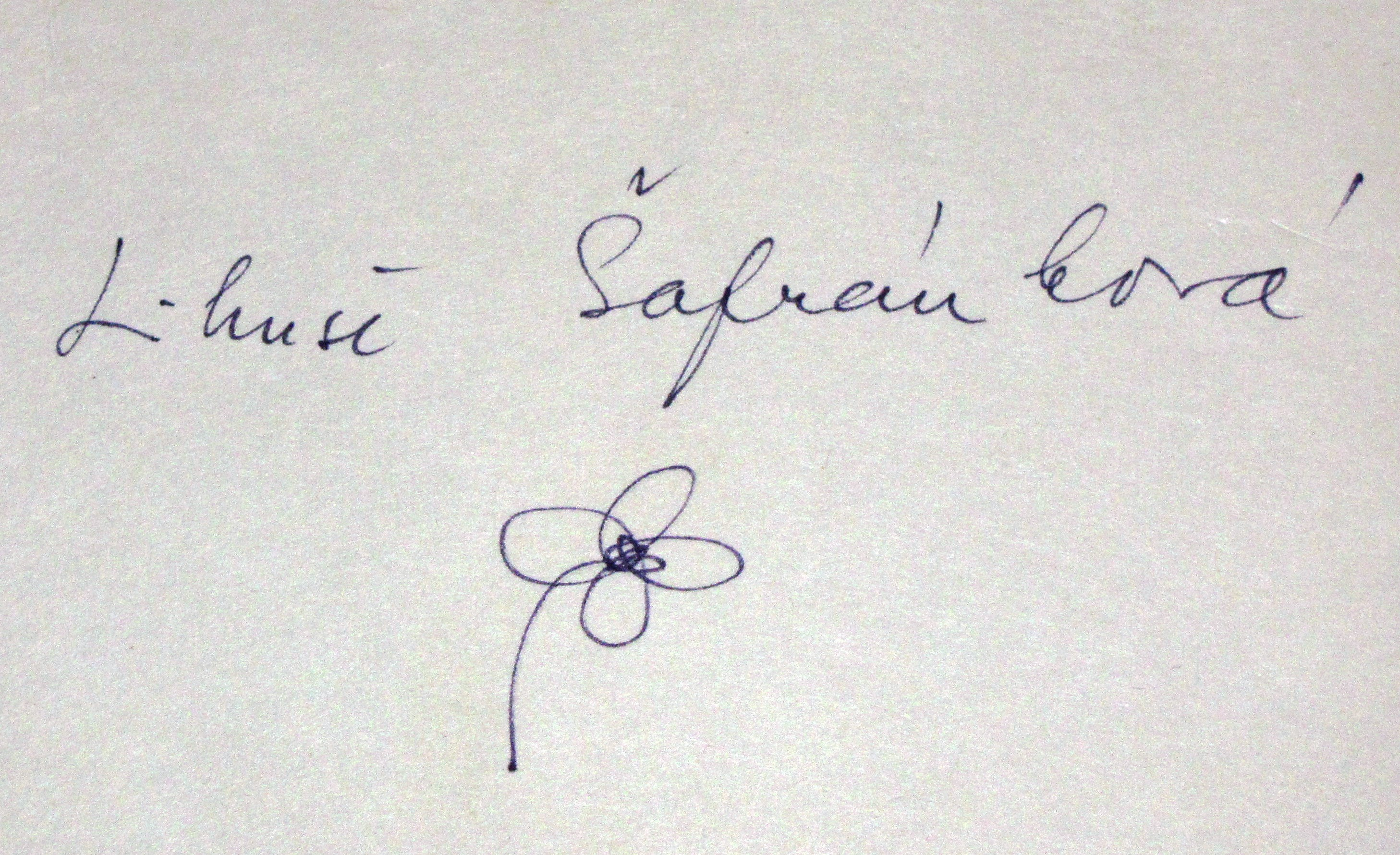
Автограф актрисы

Либуше Шафранкова (чеш. Libuše Šafránková; 7 июня 1953[…], Брно[…] — 9 июня 2021[…], Прага) — чехословацкая и чешская актриса.

## Биография
Родилась 7 июня 1953 года в городе Брно, Чехословакия. Детство и школьные годы она провела сначала в деревне Сыналов недалеко от Ломниц, откуда родом ее бабушка и дедушка по отцовской линии, а затем в Шлапаницах недалеко от Брно.
Театром увлекалась с самого детства. Ходила в драматический кружок, играла в любительском театре и участвовала в различных конкурсах чтецов, победив во многих из них.
В 1971 году окончила драматический факультет Брненской государственной консерватории, со второго курса выступала в качестве гостьи, а в 1970—1971 годах работала в Государственном театре Брно. Получила свою первую крупную актерскую возможность на сцене спектакля в театре Махен в роли шекспировской Джульетты.
Впоследствии переехала в Прагу и работала в столичном театре «За воротами» Крейча (1971—1972), после его принудительного закрытия служила в  авторском пражском театре «Драматический клуб» (1972—1990), где играла в большинстве постановок, в том числе в роли Нины Заречной в постановке Крейча «Чайка» или Коломбины в комедии Мензеля «Трое в нём». Там же познакомилась со своим будущим мужем, чешским актёром Йозефом Абргамом.
Первый успех пришёл после фильма «Бабушка» по роману чешской писательницы Божены Немцовой. Фильм снял Антонин Москалик. Либуше Шафранкова сыграла в нём роль писательницы в детском возрасте.
В 1973 году снялась в фильме — сказке «Три орешка для Золушки» (режиссёр — Вацлав Ворличек). Актрисе исполнилось 19 лет, когда она снялась в главной роли. На Либуше обрушилась всенародная любовь и до сих пор Шафранкова — яркая звезда чешского кинематографа и одна из принцесс мирового кинопроизводства.
Впоследствии снималась в фильмах «Русалочка» (1975), «Принц и Вечерняя Звезда» (1979), «Третий принц» (1982), «Праздник подснежников» (1983), «Коля» (1996, получил премию «Оскар») и др.
Много ролей играла в «Драматическом клубе»: Соня в «Дяде Ване», Нина в «Чайке», Коломбина в пьесе «Три беременные» (пьесу написал чешский драматург Франтишек Павличек).

В 2009 году у Либуше появились серьёзные проблемы со здоровьем. Ей пришлось приостановить несколько проектов, в которых она участвовала. Позднее актриса смогла побороть недуг и вновь вышла к зрителям.
«Вера, семья, работа — главные составляющие моей жизни» — сказала актриса в одном из немногочисленных интервью.
Несмотря на публичность профессии, Либуше с мужем вели уединённый образ жизни, редко появляясь на кинематографических мероприятиях. Актриса не любила давать интервью и всячески оберегала семью от прессы. Всю свою творческую энергию Либуше направляла на театральные и телевизионные подмостки. Активно была задействована во многих ТВ-проектах.
О непроходящей популярности Либуше свидетельствует тот факт, что именно ей доверили зажечь огни на главной ёлке страны в Праге в конце 2013 года. В мероприятии на Староместской площади столицы Чехии приняли участие 30 000 человек.
С 2014 года Либуше Шафранкова боролась с раком лёгких, ей провели успешную операцию.
На вручении государственной награды в 2015 году (президент Чехии наградил актрису высшей наградой в области искусства) медаль получала сестра Мирослава.
Либуше Шафранкова умерла 9 июня 2021 года в Праге на 69-м году жизни. 25 июня состоялось публичное прощание с актрисой в костёле Св. Агнессы Чешской в Праге-Забеглицах в Споржилове, после чего 2 июля 2021 года прошло отпевание и захоронение на городском кладбище в Шлапаницах (Šlapanice) рядом с могилами отца и матери.

## Семья
Отец — Мирослав Шафранек (1927—1984), работал учителем музыки, руководителем местного духового оркестра, церковным органистом и музыкальным концертмейстером в волонтерском театре. Похоронен на городском кладбище в Шлапаницах.
Мать — Либуше Шафранкова, урожденная Грубанова (1932—2008), преподавала в швейном училище. Свою старшую дочь назвала в свою честь. Похоронена на городском кладбище в Шлапаницах рядом с мужем.
Младшая сестра — Мирослава Шафранкова (род. 1958). В фильме «Русалочка» сёстры снимались вдвоём.
Муж (1976—2021) — Йозеф Абргам (Josef Abrhám) (1939—2022), чешский актёр. В последние годы своей жизни он был прикован к инвалидной коляске из-за неврологических проблем.
- Сын — Йозеф Абргам-младший (Josef Abrhám Jr.)[12] (род. 1977), актёр, известный в Чехии продюсер, на его счету несколько сериалов. Имеет пятерых детей - от первой жены (Денисы Гриммовой, режиссер) сыновей Йозефа (род. 2006) и Антонина (род. 2009), а также от второй жены Людмилы  дочь Лауру, сына Беньямина и дочь Лилли—Мириам (род. 2022).

## Призы и награды
- «Чешский лев», 1996 — за роль в фильме «Коля»
- Премия МКФ в Злине — за творческий вклад в кино для детей и молодёжи
- Приз зрителей чешского ТВ «Звезда моего сердца / Hvězda mého srdce», 2008
- Медаль «За заслуги» 1-й степени (Чехия, 2015).

## Избранная фильмография
| Год  | Русское название                | Оригинальное название                              | Роль                             |
| ---- | ------------------------------- | -------------------------------------------------- | -------------------------------- |
| 1971 | Бабушка                         | Babička (ТВ)                                       | Барунька                         |
| 1972 | Лесная фея                      | Lesní panna (ТВ)                                   |                                  |
| 1973 | Три орешка для Золушки          | Tři oříšky pro Popelku                             | Золушка                          |
| 1973 | К нам приехала ярмарка          | Přijela k nám pouť                                 | учительница                      |
| 1974 | Как утопить доктора Мрачека     | Jak utopit dr. Mráčka aneb Konec vodníků v Čechách | Яна Водичкова                    |
| 1975 | У моего брата отличный братишка | Můj brácha má prima bráchu                         | Зузана                           |
| 1975 | Палитра любви                   | Paleta lásky                                       | Йозефина                         |
| 1975 | Покушение в Сараево             | Sarajevský atentát                                 | Елена                            |
| 1975 | Виват, Беневский!               | Vivát, Benyovszky! (телесериал)                    | Анна Лентулай                    |
| 1976 | О Терезке и Пани Мадам          | O Terezce a paní Madam (ТВ)                        | принцесса Терезия                |
| 1976 | Русалочка                       | Malá mořská víla                                   | принцесса                        |
| 1976 | Слияние души                    | Splynutí duší                                      | Яна Пармова, учительница         |
| 1978 | Кто украл Мартинку?             | Brácha za všechny peníze                           | Зузана Павелкова                 |
| 1978 | Принц и Вечерняя Звезда         | Princ a Večernice                                  | Вечерняя Звезда                  |
| 1979 | Как важно иметь Филиппа         | Jak je důležité míti Filipa (ТВ)                   | Гвендолина Фаирфаксова           |
| 1979 | Сочельник холостяка             | Silvestr svobodného pána (ТВ)                      | Милюшка Карасова                 |
| 1980 | Триптих о любви                 | Triptych o láske (ТВ)                              | Лиссоте                          |
| 1981 | Беги, официант, беги!           | Vrchní, prchni!                                    | Геленка Вранова                  |
| 1981 | Вынужденное алиби               | Křtiny                                             | Надя                             |
| 1982 | Третий принц                    | Třetí princ                                        | Милена / Принцесса Алмазных скал |
| 1982 | Соль дороже злата               | Sůl nad zlato                                      | принцесса Марушка                |
| 1982 | Шведская спичка                 | Švédská zápalka (ТВ)                               | Ольга                            |
| 1983 | Свадебное путешествие в Илью    | Svatební cesta do Jiljí                            | Петра                            |
| 1983 | Яра Цимрман лежащий, спящий     | Jára Cimrman ležící, spící                         | Альжбета                         |
| 1983 | Праздник подснежников           | Slavnosti sněženek                                 | учительница                      |
| 1985 | Ревю за шесть крон              | Revue za šest korun (ТВ)                           |                                  |
| 1985 | Беспокойства повара Сватоплука  | Rozpaky kuchaře Svatopluka (телесериал)            | Станислява                       |
| 1985 | Деревенька моя центральная      | Vesničko má středisková                            | Яна Туркова                      |
| 1987 | Яростный репортёр               | Zuřivý reportér                                    | Катерина                         |
| 1989 | Синее море                      | El Mar es azul                                     | Ярка                             |
| 1989 | Человек против разрушения       | Člověk proti zkáze                                 | Вера Хрузова                     |
| 1991 | Начальная школа                 | Obecná škola                                       | Соучкова                         |
| 1991 | Опера нищих                     | Žebrácká opera                                     | проститутка Дженни               |
| 1992 | Ожерелье                        | Náhrdelník (телесериал)                            | Джозефина Конрадова              |
| 1992 | Королевская жизнь раба          | Královský život otroka (ТВ)                        |                                  |
| 1993 | Бессмертная тётушка             | Nesmrtelná teta                                    | Фелисити                         |
| 1996 | Коля                            | Kolja                                              | Клара                            |
| 1997 | Лучшие годы — псу под хвост     | Báječná léta pod psa                               | мать Квидо                       |
| 1999 | Все мои близкие                 | Všichni moji blízcí                                | Ирма                             |
| 1999 | Возвращение потерянного рая     | Návrat ztraceného ráje                             | мама                             |
| 2001 | Эликсир Халибелы                | Elixír a Halíbela                                  | ведьма Халибела                  |
| 2001 | Эльфильм                        | ELFilm                                             | Эльф                             |
| 2003 | Жандармские истории             | Četnické humoresky (телесериал)                    | Карличка Форманкова              |
| 2006 |                                 | Náves (телесериал)                                 | Ружена Славикова                 |
| 2008 | Заклинания королей              | Kouzla králu (ТВ)                                  | королева Кристинка               |
| 2009 | До востребования                | Poste restante (телесериал)                        | мама Видимова                    |
| 2010 | Волшебная тётушка Валентина     | Kouzelná tetička Valentýna                         | тётушка Валентина                |
| 2011 | Принцесса для дракона           | Micimutr (ТВ)                                      | колдунья                         |
| 2011 | Счастливый неудачник            | Šťastný smolař                                     |                                  |
| 2012 |                                 | Gympl s (r)učením omezeným                         | Элишка Голоубкова, учительница   |
| 2013 | Дон Жуаны                       | Donšajni                                           | учительница Маркетка             |
| 2014 | Заложник                        | Rukojmí                                            |                                  |